# Чеслі Боунстел
Чеслі Боунстел (англ. Chesley Bonestell, 1 січня 1888 — 1 червня 1986) — американський художник, дизайнер та ілюстратор. Його роботи вплинули на науково-фантастичне образотворче мистецтво і були джерелом натхнення американської космічної програми. Як один з перших художників на астрономічну тематику Боунстел був названий «батьком сучасного космічного мистецтва». На його честь названо кратер на Марсі та астероїд.

## Біографія

### Перші кроки
Чеслі Боунстел народився 1 січня 1888 року в Сан-Франциско, в штаті Каліфорнія. Його перша астрономічна картина була створена в 1905 році. Побачивши Сатурн через 12-дюймовий (300 мм) телескоп в обсерваторії Сан-Хосе, він кинувся додому, щоб намалювати те, що побачив. Картина була знищена у вогні через землетрус 1906 року. Між 1915 і 1918 він виставляв літографії на 4-й і 7-й щорічних виставках Каліфорнійського суспільства граверів (нині Каліфорнійське товариство друкарів у Сан-Франциско).
Боунстел вивчав архітектуру в Колумбійському університеті в Нью-Йорку. Кинувши його на третьому курсі, він почав працювати візуалізатором і дизайнером у кількох провідних архітектурних фірмах того часу. Працюючи разом з Вільямом ван Аленом і Уорреном Стратоном розробив фасад Крайслер Білдінг в стилі ар-деко, а також статуї орлів на його фасаді. Тоді ж він розробляв дизайн пам'ятника Плімутського каменю, будівлі Верховного суду США, ще кількох офісних і житлових будівель у Нью-Йорку.
Повернувшись назад на Західне узбережжя, він брав участь в ілюструванні основного інженерного проєкту для моста Золота Брама. Коли через Велику депресію у Сполучених Штатах не знайшлося роботи в архітектурній сфері, Боунстелл вирушив до Англії, де він малював архітектурні об'єкти для Illustrated London News.

### Публікації

Чеслі Боунстел, Сатурн, вид з Титана

Боунстел незабаром зрозумів, що може об'єднати свій досвід у моделюванні та живопису зі своїм довічним інтересом до астрономії. У 1944 році в журналі «Лайф» була опублікована серія зображень Сатурна, що спостерігається з поверхні кількох його супутників. Нічого подібного публіка раніше не бачила: вони виглядали так, ніби фотографів відправили в космос. Його картина Сатурна, видимого з Титана стала, мабуть, найвідомішим астрономічним пейзажем. Вона була створена з використанням глиняних моделей, фотографічних трюків і різних технік живопису. В реальності Титан має щільний шар атмосфери, тому такий вид Сатурна навряд чи можливий насправді.

Чеслі Боунстел, Марс

Надалі Боунстел створив ще ряд подібних картин, опублікованих у багатьох провідних журналах. Разом з іншими роботами вони в підсумку були зібрані разом в книзі «The Conquest of Space» (1949), створеної у співавторстві з Віллі Леем.
Коли Вернер фон Браун організовував для collier's Weekly симпозіум, присвячений космічним польотам, він запросив Боунстела для ілюстрування своїх концепцій майбутніх космічних польотів. Тоді було продемонстровано, що польоти в космос є справою найближчого майбутнього і можливі вже з використанням технологій середини 1950-х років. Починаючи з жовтневого випуску 1947 року Astounding Science Fiction, Боунстел намалював понад 60 зображень для обкладинок науково-фантастичних журналів, у першу чергу для Magazine of Fantasy & Science Fiction в 1950-70-ті роки, а також для численних обкладинок книг.

### Співпраця в Голлівуді
Вперше Боунстел переїхав до Голлівуду наприкінці 1930-х. Тут він працював (без згадки в титрах) художником спецефектів декількох фільмів, в числі яких «Горбань із Нотр-Дама» (1939), «Громадянин Кейн» (1941) і «Чудові Емберсони» (1942). Останнім внеском Боунстелла в Голлівуді були спецефекти і технічна консультація численних науково-фантастичних фільмів Джорджа Пала, у тому числі «Місце призначення — Місяць», «Коли світи зіткнуться», «Війна світів».
Бонстел помер у 1986 році в Кармелі, в Каліфорнії.

## Відзнаки
Протягом свого життя, Чеслі Боунстел був неодноразово відзначений на міжнародному рівні за внесок у становлення сучасної космонавтики:
- він був нагороджений бронзовою медаллю Британського міжпланетного товариства[5] ;
- отримав місце у Міжнародному космічному Залі Слави (International Space Hall of Fame)[6];
- ім'ям Чеслі Боунстела названі астероїд 3129 Боунстел[7] і кратер на Марсі;
- йому присуджена Міжнародна премія з фантастики (International Fantasy Award) 1951 року — одна з перших премій, що вручалися Британською Конвенцією наукової фантастики (British SF Convention)за розвиток жанру наукової фантастики в будь-який галузі фантастики[8].
- У 2005 році Чеслі Боунстел внесений до Зали слави наукової фантастики і фентезі (Science Fiction Hall of Fame)[9].

Картини Боунстела високо цінуються колекціонерами та установами, як-от Національний музей авіації і космонавтики США і Національна колекція витончених мистецтв. Одна з його класичних картин, ефірно-прекрасне зображення Сатурна, що видно з його гігантського супутника Титана, була названа «картиною, що породила тисячі кар'єр». Вернер фон Браун писав, що він «навчився поваги, навіть страху одержимості досконалістю у цього чудового художника. Мій кабінет наповнений ескізами космічних кораблів, і я готовий допомогти йому в його праці — тільки щоб вони повернулися до мене…наповнені критикою».

## Книжки з ілюстраціями Боунстела
- Віллі Лей (1949), Підкорення космосу (ілюстрації Боунстелла)
- Через кордони простору (1952)
- Вернер фон Браун, Фред Лоуренс Уїппл, Віллі Лей (1953) (1952 (Кольера людина на Місяці). ред. Корнеліус Райан, завоювання Місяця. Художники: Чеслі Боунстелл, Фред Фрімен, Рольф Клеп. Нью-Йорк: Вікінг Прес. Ілюстрації самого Боунстелла:
  - Будівництво moonships на орбіті космічної станції (форзац)
  - Космічної станції (с. 11)
  - Космічні кораблі, які заходили на посадку на Місяць (с. 63)
  - Висадка на Місяць (с. 67)
  - Розвантаження вантажного корабля на поверхню Місяця (с. 76—77)
  - Дослідження конвой перетину місячної рівнини (с. 101)
  - Злетіти з Місяця (с. 115)
- Світ, в якому ми живемо (1955)
- Дослідження Марса (1956)
- Людина і Місяць (1961)
- Ракети на Місяць (1961)
- В Сонячній Системі (1961)
- За межами Сонячної системи (1964)
- Марс (1964)
- Крім Юпітера (1972)
- Золотої ери місій (1974)